# 래리 스콰이어

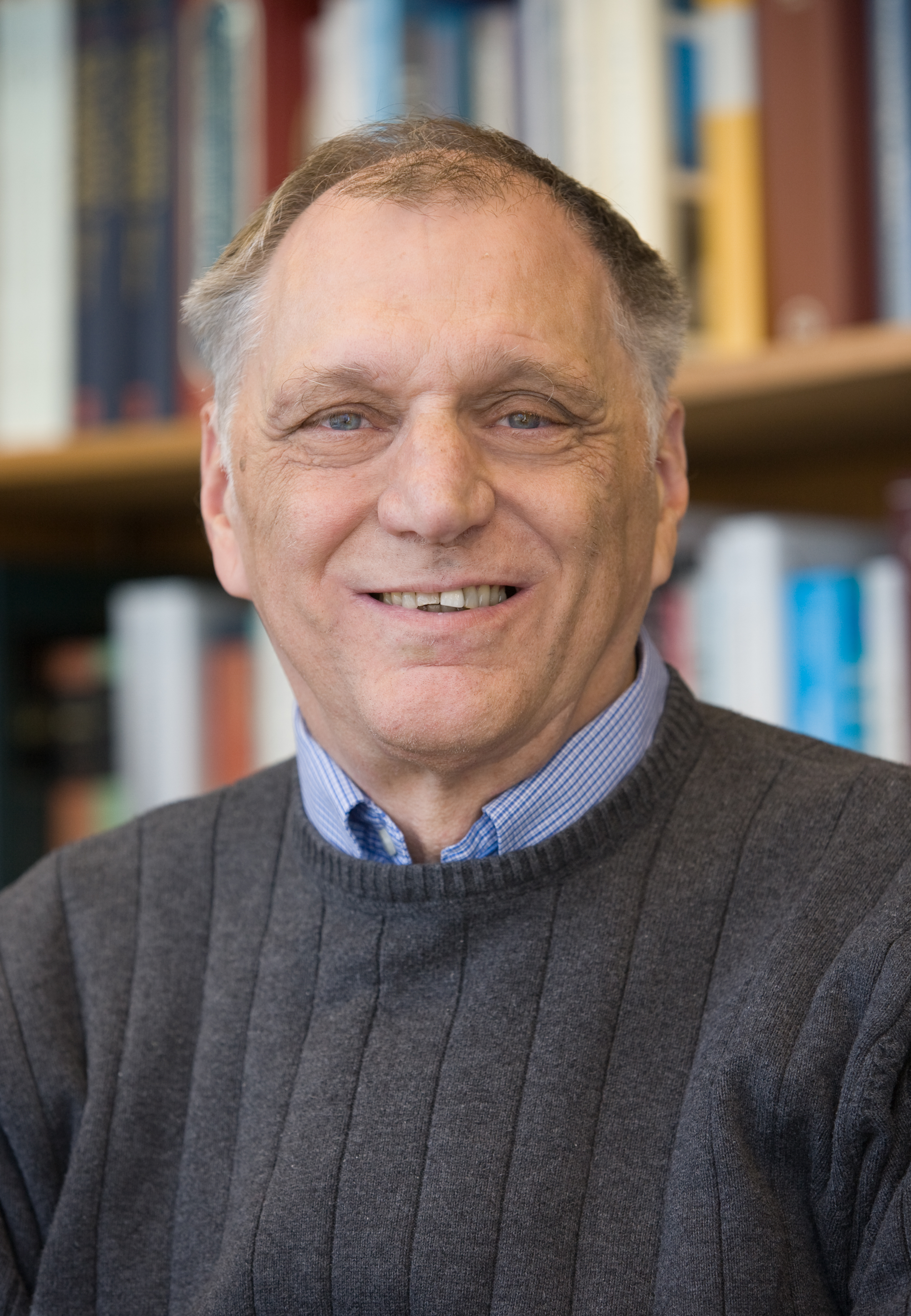

래리 스콰이어(Larry Ryan Squire 1941년 5월 4일 ~ )는 샌디에이고 캘리포니아 대학교의 정신과, 신경 과학 및 심리학 교수이며 샌디에고 재향 군인 의료 센터의 선임 연구 경력 과학자이다. 그는 기억의 신경학적 기반에 대한 연구를 주도하고 있으며, 동물 모델과 기억 장애가 있는 인간 환자를 대상으로 신경과학에 기여하는 연구 업적으로 잘 알려져있다.

## 점화효과
점화효과(點火效果,priming effect) 또는 프라이밍(priming)은 신경과학 및 심리학에서 앞서 접한 정보가 다음에 접하는 정보의 해석ㆍ이해에 영향을 주는 심리 현상을 가리킨다.

## 같이 보기
- 프라이밍
- 비서술 기억
- 에릭 캔들